# Prost JS45
O Prost JS45 é o modelo da Prost (ainda oficialmente denominada Ligier) da temporada de 1997 da Fórmula 1. O carro foi pilotado na temporada por Olivier Panis, Shinji Nakano e Jarno Trulli.

## Resultados
Informações: Stats F1
| Ano  | Chassi | Motor                    | Pneus | N° | Pilotos       | 1   | 2   | 3   | 4   | 5   | 6   | 7   | 8   | 9   | 10  | 11  | 12  | 13  | 14  | 15  | 16  | 17  | Pontos | Posição |  |
| ---- | ------ | ------------------------ | ----- | -- | ------------- | --- | --- | --- | --- | --- | --- | --- | --- | --- | --- | --- | --- | --- | --- | --- | --- | --- | ------ | ------- |  |
|      |        |                          |       |    |               | AUS | BRA | ARG | SMR | MON | ESP | CAN | FRA | GBR | GER | HUN | BEL | ITA | AUT | LUX | JAP | EUR |        |         |  |
| 1997 | JS45   | Mugen-Honda MF-301HB V10 | B     | 14 | Olivier Panis | 5   | 3   | Ret | 8   | 4   | 2   | 11† |     |     |     |     |     |     |     | 6   | Ret | 7   | 21     | 6º      |  |
| 1997 | JS45   | Mugen-Honda MF-301HB V10 | B     | 14 | Jarno Trulli  |     |     |     |     |     |     |     | 10  | 8   | 4   | 7   | 15  | 10  | Ret |     |     |     | 21     | 6º      |  |
| 1997 | JS45   | Mugen-Honda MF-301HB V10 | B     | 15 | Shinji Nakano | 7   | 14  | Ret | Ret | Ret | Ret | 6   | Ret | 11† | 7   | 6   | Ret | 11  | Ret | Ret | Ret | 10  | 21     | 6º      |  |

† Completou mais de 90% da distância da corrida.